# سيدي عيسى اوعلي (سيدي عيسى اوعلي)
سيدي عيسى اوعلي هو دُوَّار يقع بجماعة الشاطئ الأبيض، إقليم كلميم، جهة كلميم واد نون في المملكة المغربية. ينتمي الدوّار لمشيخة سيدي عيسى اوعلي التي تضم دوارين. يقدر عدد سكانه بـ 96 نسمة حسب الإحصاء الرسمي للسكان والسكنى لسنة 2004.

## روابط خارجية
- البوابة الوطنية للجماعات الترابية نسخة محفوظة 12 مارس 2018 على موقع واي باك مشين.
- المندوبية السامية للتخطيط